# 埃托林島

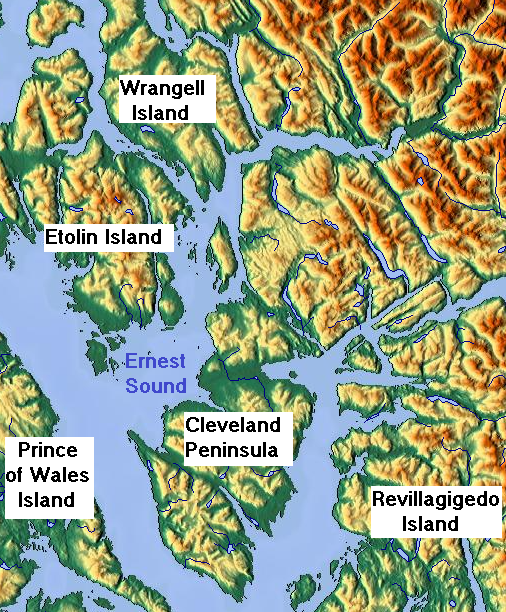
埃托林島位於圖左上方

56°05′52″N 132°21′37″W / 56.09778°N 132.36028°W
埃托林島（英語：Etolin Island）是美國阿拉斯加州的島嶼，屬於亞歷山大群島的一部分，長48公里、寬35公里，面積878平方公里，是美國第24大島嶼，2000年人口15人。